# Spirobolellus antipodum
Spirobolellus antipodum är en mångfotingart som först beskrevs av Newport.  Spirobolellus antipodum ingår i släktet Spirobolellus och familjen slitsdubbelfotingar. Inga underarter finns listade i Catalogue of Life.